# Blepisanis sublateralis
Blepisanis sublateralis är en skalbaggsart som beskrevs av Stefan von Breuning 1950. Blepisanis sublateralis ingår i släktet Blepisanis och familjen långhorningar. Inga underarter finns listade.